# Pampatheriidae
I pampateriidi (Pampatheriidae) sono una famiglia di mammiferi estinti, vissuti nel Cenozoico e scomparsi alla fine del Pleistocene (circa 10.000 anni fa). I resti di questi animali, appartenenti al gruppo degli xenartri, sono stati ritrovati in Sudamerica e in Nordamerica.

## Armadilli giganti
Simili a giganteschi armadilli lunghi anche due metri, i pampateri erano però incapaci di appallottolarsi come fanno i loro simili dell'epoca attuale. La corazza che ricopriva il corpo dei pampateri era infatti costituita da tanti scudi ossei saldati fra loro, in una maniera molto simile a quella dei giganteschi e pesantissimi gliptodontidi. I pampateri erano dotati di unghioni simili a quelli degli armadilli, e vagavano nelle pianure sudamericane alla ricerca di cibo, costituito da piante e forse insetti. Apparsi per la prima volta nell'Eocene inferiore (circa 50 milioni di anni fa) con il genere Machlydotherium, i pampateri non si diffusero in egual misura ai gliptodonti, anche se nel corso del Miocene e del Pliocene produssero varie forme: Kraglievichia, Scirrotherium, Plaina e Vassallia aumentarono di dimensioni, fino ad evolversi nel genere Pampatherium, caratteristico del Pliocene superiore e del Pleistocene. Nel corso del Pliocene superiore una forma simile, Holmesina, colonizzò l'America settentrionale dopo che l'istmo di Panama si era riformato. I pampateri si estinsero a fine Pleistocene, forse a causa dei mutamenti climatici.